# Шереметьев, Александр Григорьевич

Могила Шереметьева на Новодевичьем кладбище Москвы.

Александр Григорьевич Шереме́тьев (1901—1985) — советский государственный и военный деятель. Кандидат в члены ЦК КПСС в 1956—1961 годах.

## Образование
- Поступил в Московскую горную академию, после её разделения в 1930 г. на шесть вузов окончил Московский институт стали в 1932 году.

## Биография
Родился 14 (27 августа) 1901 года в Харбине провинции Хэйлунцзян в семье крестьянина, работавшего на строительстве КВЖД.
- 1915—1919 — рабочий Петроградского монетного двора.
- 1919—1925 — служба в РККА: красноармеец 24-го стрелкового полка, курсант института им. Толмачёва, начальник агитационно-пропагандистской части политотдела Башкирской бригады, военный комиссар Башкирского батальона войск ВЧК, военный комиссар кавалерийского полка 13-й Дагестанской дивизии, инструктор политотдела дивизии, начальник партийного отделения политотдела дивизии, секретарь партбюро 66-го стрелкового полка и инструктор политотдела 22-й стрелковой дивизии.
- 1925—1926 — сотрудник издательства «Долой неграмотность».
- 1926—1929 — сотрудник издательства ЦК МОРП.
- 1932—1937 — работал на заводе «Электросталь» Московской области: помощник мастера, мастер, начальник смены, заместитель начальника цеха, начальник цеха.
- 1937—1938 — заместитель начальника Главспецстали наркомата тяжёлой промышленности СССР.
- 1938—1947 — начальник Главспецстали наркомата чёрной металлургии СССР, одновременно с июля 1941 года заместитель наркома (министра).
- 1947—1949 — заместитель министра чёрной металлургии СССР — начальник Главного управления металлургической промышленности Юга и Центра.
- 1949—1950 — первый заместитель министра металлургической промышленности СССР.
- 1950—1953 — заместитель министра чёрной металлургии СССР.
- 1953—1954 — член коллегии Министерства металлургической промышленности СССР.
- 1954— заместитель, первый заместитель министра чёрной металлургии СССР.
- 1954—1957 — министр чёрной металлургии СССР.
- 1957—1961 — член Государственного комитета Совета Министров СССР по внешним экономическим связям.
- 1961—1965 — заместитель председателя СНХ РСФСР.
- С октября 1965 года персональный пенсионер союзного значения.

Умер 15 марта 1985 года. Похоронен в Москве на Новодевичьем кладбище (участок № 10).

## Награды
- три ордена Ленина, в том числе:
  - 15.01.1943 — за «образцовое выполнение правительственного задания по восстановлению завода и освоению в кратчайший срок выпуска продукции для нужд фронта»[1]
- два ордена Трудового Красного Знамени
- Сталинская премия первой степени (1943) — за разработку и внедрение в производство новой технологии выплавки стали для военной промышленности (передана коллективом в Фонд обороны)